# 4077 Asuka
4077 Asuka è un asteroide della fascia principale. Scoperto nel 1982, presenta un'orbita caratterizzata da un semiasse maggiore pari a 3,0200019 UA e da un'eccentricità di 0,0900438, inclinata di 11,41434° rispetto all'eclittica.